# Јагње моје
Јагње моје је седми студијски албум Аце Лукаса који је издат за Гранд продукцију. 2006. године.

## Обраде
- 4. Jагње моје (оригинал: Биљана Босиљчић „Буба Мирановић" - Јагње моје)
  - Oригинална верзија песме Јагње моје снимљена је 1995. у извођењу Бубе Мирановић. У Ациној верзији трећа строфа је избачена.
- 7. А када одем (оригинал: Angela Dimitriou - Ti na ti kano tin agapi sou)
- 9. Роспија (оригинал: Katy Garbi - Kragion)